# Алкогольні психози
Алкогольні психози — загальна назва психозів, що виникають внаслідок вживання спиртних напоїв. Алкогольні психози підрозділяють на делірії, галюцинози, марення, енцефалопатії і патологічне сп'яніння.
Алкогольні психози з'являються під час другої стадії алкоголізму. Найчастіше алкогольні психози виникають під час періоду абстиненції. За даними ВООЗ, алкогольні психози виникають у 10 % людей, які страждають від алкоголізму. Найбільш поширеними видами алкогольних психозів є біла гарячка (делірій) і галюцинози. Лише 1 % алкогольних психозів — це марення.